# Mortal Kombat : Mystification
 (février 2019).
Si vous disposez d'ouvrages ou d'articles de référence ou si vous connaissez des sites web de qualité traitant du thème abordé ici, merci de compléter l'article en donnant les références utiles à sa vérifiabilité et en les liant à la section « Notes et références ».
Mortal Kombat : Mystification (communément abrégé MK:M) est un jeu vidéo de combat, de la série Mortal Kombat. Il est connu sous le nom de Mortal Kombat: Deception dans le reste du monde. Il fait suite à Mortal Kombat: Deadly Alliance et est sorti en France sur PlayStation 2 et Xbox. Il est également sorti sur Gamecube en mars 2005 aux États-Unis.

## Introduction
Durant la fin des événements de Mortal Kombat : Deadly Alliance, les guerriers de Raiden (Kitana, Kung Lao, Jax, Johnny Cage, et Sonya Blade) éprouvèrent de grandes difficultés contre les guerriers de Tarkatan, certains sont morts, et finalement l'alliance mortelle (Shang Tsung et Quan Chi) elle-même se chargea d'achever les survivants. Les Elder Gods avaient conseillé à Raiden de ne pas s'en mêler, mais il n'écouta par leurs conseils et s'en alla, seul, défier l'alliance dans le palais de Tsung. Malheureusement, il n'eut pas la puissance nécessaire pour les battre.
Raiden est vaincu. Mais rapidement, Tsung s'est mis à convoiter avidement l'amulette de Quan Chi. L'alliance mortelle n'est plus et Tsung est maintenant face à son allié d'autre fois, Quan Chi. En dépit des efforts de Tsung, Quan Chi est plus fort et Tsung est rapidement à terre pendant qu'au loin retentissaient des pas lourds, qui rapprochaient. Quan Chi se tourna et vis l'horreur : Onaga, le Roi Dragon, était revenu.
Quan Chi a rapidement compris ce que le Roi Dragon était venu chercher : son amulette. Quan Chi a employé ses forces contre Onaga, mais il n'arrivait pas à l'arrêter. Tsung se releva et allia ses forces à celle de son ennemi pour repousser Onaga, puis Raiden en fit de même, mais ils n'arrivèrent pas à repousser Onaga. Raiden sacrifia toute sa puissance divine dans un dernier souffle, créa une gigantesque explosion qui détruisit le palais mais se révéla insuffisante pour mettre à terre Onaga, qui récupéra ainsi l'amulette. Onaga n'a désormais qu'une idée en tête : la destruction pur et simple de tous les royaumes...

## Personnages

### Nouveaux personnages
- Ashrah — un démon à apparence humaine en quête de rédemption.
- Hotaru — guerrier de l’Order, au service du Roi Dragon.
- Dairou — Sub-alterne de Hotaru, engagé par Darrius pour l'assassiner.
- Darrius — chef de la résistance dans Seido, le royaume de l’Order.
- Havik — un ecclésiastique du chaos qui a sauvé Kabal de la mort.
- Kira — une recrue adroite et brutale du Black Dragon recrutée par Kabal.
- Kobra — une recrue brutale et sanguinaire du Black Dragon.
- Shujinko — un vieux guerrier qui peut imiter les capacités de ses adversaires.
- Onaga (Boss) — le Roi Dragon, ancien empereur d'Outworld.

### Anciens personnages
- Baraka
- Bo' Rai Cho
- Ermac
- Jade
- Kabal
- Kenshi
- Li Mei
- Liu Kang
- Nightwolf
- Mileena
- Noob-Smoke
- Raiden
- Scorpion
- Sindel
- Sub-Zero
- Tanya

Shao Kahn et Goro sont des personnages jouables dans la version GameCube. Ils ont été ajoutés pour compenser le fait que la version GameCube ne propose pas de jeu online contrairement aux deux autres consoles.

## Nouveautés dans MK:M
- MK:M introduit des stages relativement interactifs, avec des niveaux (zones) multiples, des éléments à détruire, des limites de niveau (murs, vitres...) parfois destructibles, et des pièges mortels. Les personnages ne peuvent plus être coincés contre un mur.
- MK:M a également un système « Combo Breaker » qui permet à des joueurs d'interrompre des combos jusqu'à trois fois par combat, ce qui n'était pas possible dans Mortal Kombat : Deadly Alliance. Ce système est très fortement repris du Combo breaker de Killer Instinct.
- Les personnages ont deux fatality et un Hara-kiri, qui est une fatality suicide. Leurs coups sont davantage spécialisés avec quelques nouveautés par rapport à MK:DA.
- À la suite de certaines critiques de fans, les fameux uppercut, symbole des quatre premiers Mortal Kombat, sont désormais disponible pour tous les personnages, à l'inverse de MK:DA où seuls quelques personnages l'incluaient dans leurs palette de coups.
- Certains stages incluent une unique arme de stage, que n'importe quel combattant peut prendre et utiliser.
- Hormis ces changements, le gameplay est relativement similaire à celui de MK:DA.
- MK:M possède également une Krypt, mais plus petite que celle de Deadly Alliance (respectivement 400 cercueils contre 676). Les développeurs ont réduit les cercueils vides, inutiles...
- MK:M inclut le mode de jeu Konquest, un mini jeu d'aventure où le joueur va explorer l'histoire de Shujinko et expliquer la "pré-aventure"; le pourquoi du comment... Il commencera avec un entrainement avec Bo Rai Cho et finira avec le début de MK : Mystification. Ce mode permet de débloquer quelques bonus intéressants, un peu comme dans la Krypt.
- MK:M ajoute également les modes de jeu « Chess Kombat » et « Puzzle Kombat ». Le premier est semblable aux échecs classiques, mais emploient des personnages du jeu au lieu des pièces, et chaque coup entraine un combat. Le second est similaire au Super Puzzle Fighter II Turbo, un jeu de puzzle de Capcom.
- MK:M a supprimé les deux mini-jeux de MK:DA, à savoir : « Test Your Might » et « Test Your Sight ».
- MK:M est encore plus sombre que le précédent... C'est le premier jeu où les forces du Bien admettent leur infériorité face aux forces du Mal.
- Dorénavant, Noob Saibot et Smoke combattent ensemble, ce qui donne le groupe Noob-Smoke (Noob se bat avec le Monkey Style, et Smoke avec le Mit Zu ; ils n'ont pas de style de combat armé). Ils sont jouables (en tant qu'un seul personnage) après déblocage, et apparaissent dans le mode Arcade en tant que sous-Boss. Dans la version GameCube, ils sont jouables d'office.
- MK:M est le premier Mortal Kombat à avoir un jeu en ligne, de surcroît performant.

## Zones de combat (Kombat Zones)
Elles sont au nombre de 22. Entre parenthèses, le nombre de « Death Traps » dans le stage.
- Beetlelair
- Chamber of Artifacts
- Dark Prison (1)
- Dead Pool (1)
- Dragon King's Temple (1)
- Dragon Mountain
- Falling Cliffs (1)
- Golden Desert (2)
- Hell's Foundry (1)
- Kuatan Palace (1)
- Liu Kang's Tomb
- Living Forest
- Lower Mines (3)
- Neithership Interior
- Nexus (1)
- Portal
- Quan Chi's Fortress (1)
- Shang Tsung's Courtyard
- Sky Temple (1)
- Slaughter House (1)
- The Pit (1)
- Yin Yang Island (1)